# Quanzhen Dao
Quanzhen Dao 全真道 Voie de la Complétude de l’Authentique ou Voie de la Parfaite Complétude est, avec Zhengyi Dao, l’une des deux plus importantes écoles taoïstes nées à la fin des Song et la première en Chine populaire. Le patronage des empereurs Jin, de Kubilai Khan, fondateur de la dynastie Yuan, et de ses successeurs joua un grand rôle dans sa prospérité qui profita à l'ensemble du taoïsme. Malgré le déclin de sa puissance institutionnelle à partir de la deuxième moitié de la dynastie mongole, ce courant d'alchimie interne réputé pour son ascèse, fortement monachique mais accueillant aux laïcs, plus prosélyte qu'ésotérique, a subsisté jusqu'au XXIe siècle. Par l’intermédiaire du courant Xiantiandao, né au début du XVIIIe siècle, Quanzhen a influencé la majorité des nouveaux courants religieux chinois.

## Le fondateur et la naissance de l'école

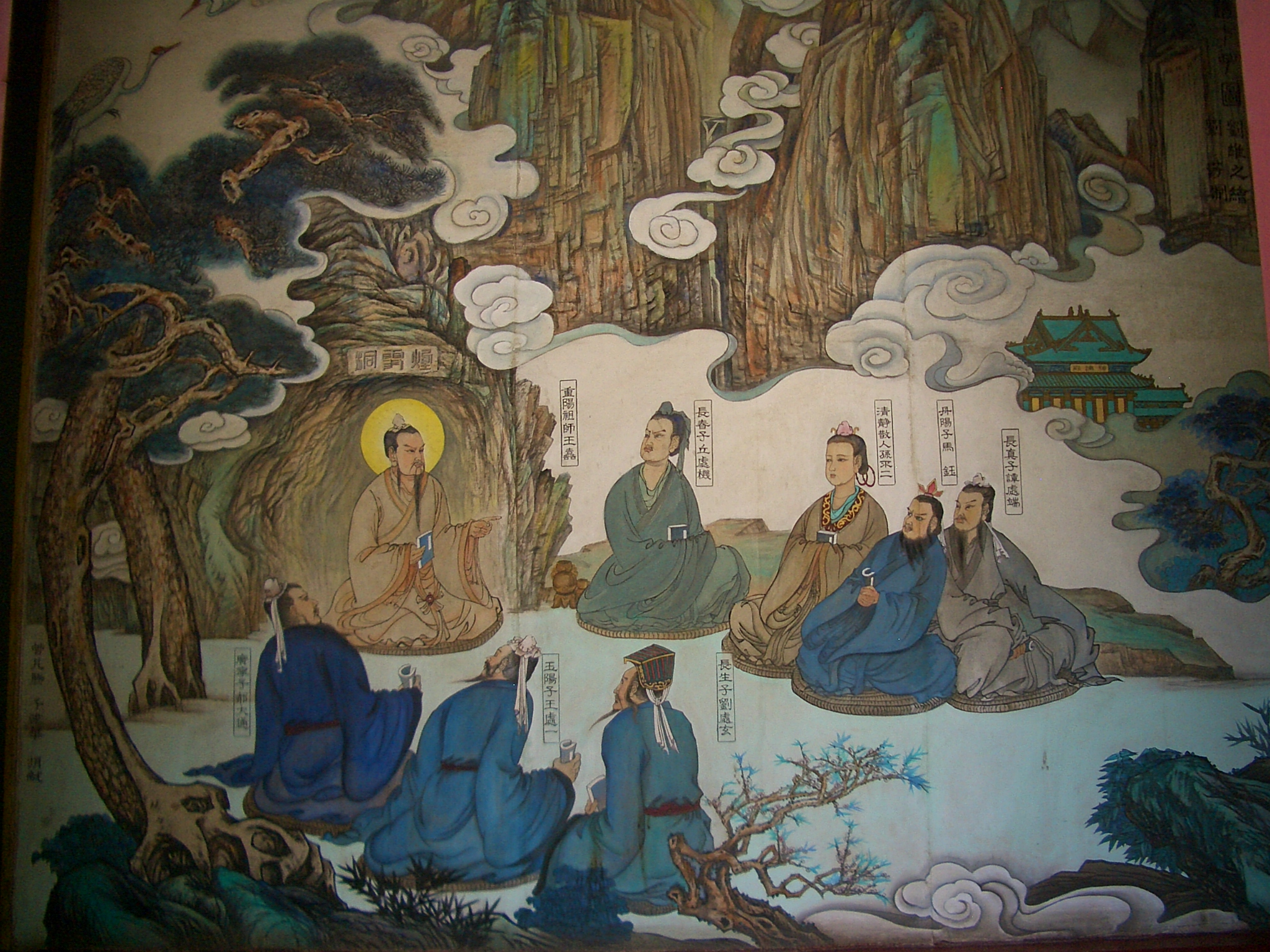
Peinture représentant Wang Chongyang, le fondateur de l’école Quanzhen, et ses sept disciples, représentés dans le temple de Changchun, à Wuhan.

L'école fut fondée par Wang Chongyang (王重陽) lettré né en 1112 ou 1113 dans une famille aisée des environs de Xianyang au Shaanxi. Après une déception aux examens impériaux, il finit par se consacrer entièrement à la pratique taoïste. En 1159 et 1160, il prétendit avoir rencontré dans le bourg de Ganhe (甘河) les immortels Lü Dongbin et Zhongli Quan qui lui auraient enseigné des formules alchimiques. Après un passage comme « ermite fou » sur le mont Zhongnan (終南山) proche de la capitale, il finit par partir en 1167 au Shandong où il fit la connaissance d’un homme riche, Ma Congyi (馬從義) qui deviendra son second sous le nom de Ma Yu (馬鈺) ; sa femme, Sun Bu'er (孫不二) deviendra également sa disciple. Suivront Tan Chuduan (譚處端), Qiu Chuji (丘處機), Liu Chuxuan (劉處玄) Wang Chuyi (王處一) et Hao Datong (郝大同).
Ces sept premiers disciples, divinisés, sont connus comme les Sept Accomplis du Nord (beiqizhen 北七真). Au début du XIIIe siècle seront désignés les Cinq Patriarches du Nord (beiwuzu 北五祖) : l'immortel Donghua (東華帝君) assimilé à Wang Xuanfu (王玄甫), Zhongli Quan, Lü Dongbin, Liu Haichan, Wang Chongyang).
Après la rencontre des époux Ma chez qui il s’installa, la prédication de Wang Chongyang commença à connaitre le succès. En moins d’un an, cinq congrégations des « Trois Enseignements »  s’étaient constituées : Les Sept Joyaux (三教七寶會), La Fleur de jade (三教玉華會), Le Lotus d'or (三教金蓮會), Les Trois Lumières (三教三光會) et l’Égalité des Trois enseignements (三教平等會). Le terme "Trois Enseignements" (taoïsme, bouddhisme et confucianisme) reflète l’ambition syncrétique de Quanzhen, typique de l'époque. Leur existence manifeste l'une des caractéristiques de Quanzhen qui est de préférer la large diffusion des enseignements, y compris aux laïcs, à la transmission ésotérique à un nombre très limité de disciple, habituelle chez les alchimistes.
Après trois années au Shandong, Wang Chongyang décida à l’automne 1169 de rentrer au Shaanxi y reprendre sa prédication. Il emmena avec lui Qiu Chuji, Liu Chuxuan, Tan Chuduan et les époux Ma, laissant Wang Chuyi et Hao Datong sur le mont Kunyu (昆崳山). Il mourut peu après aux portes de Kaifeng. Ses disciples ramenèrent sa dépouille dans le village de Liujiangcun (劉將村) où il avait commencé sa vie d'ermite et y firent construire un temple à sa mémoire.

## La pensée de Wang Chongyang

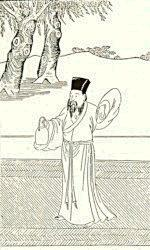
Wang Chongyang, fondateur de Quanzhen Dao

La pensée de Wang Chongyang prétend réaliser la synthèse des trois grandes doctrines chinoises ; elle réunit en effet le li 理, principe suprême du néo-confucianisme au xing 性, nature authentique du bouddhisme Chan et au ming 命, vie éternelle du taoïsme . On trouve parmi ses textes de référence le Classique de la piété filiale (孝經 Xiao Jing) et le Soutra du diamant.
Il préconisait une vie extrêmement frugale et ascétique, imposant le célibat et le végétarisme, selon une règle inspirée de l’école Chan. L’objectif de la vie monastique restait néanmoins très taoïste, puisqu’il s’agissait plus d’aboutir à l’immortalité en réalisant un travail alchimique sur le corps que de s’affranchir du cycle des renaissances. Pour ce faire, il fallait éviter toute déperdition de qi, énergie corporelle, la plus importante étant causée par l'écoulement de liquide séminal, ou de sang pour les femmes. Il fallait donc s’abstenir de toute relation sexuelle, limiter les pollutions nocturnes, s’efforcer de faire disparaitre les menstruations, ce qui impliquait de sévères restrictions alimentaires et de sommeil.
Hormis l’ascétisme, la pratique reposait essentiellement sur la méditation silencieuse et l’alchimie interne neidan (內丹), qui remplaçait presque entièrement l’absorption de potions ou les talismans de l’alchimie externe. Wang Chongyang reprit de façon limitée les techniques shangqing de gymnastique légère daoyin et de visualisation, et proposa une nouvelle forme de méditation qui consistait en un travail sur la nature profonde (xinggong 性功 inspiré du chan) qui devait précéder le  minggong (命功), exercices permettant de prolonger l'existence.
Hao Datong, l’un de ses disciples, faisait également appel à des pratiques inspirées par le Yi Jing. Une particularité de l’école Quanzhen est le développement d’une alchimie interne spécialement destinée aux femmes, codifiée par Wang Chongyang et Sun Bu’er. Ces dernières constituaient un tiers du clergé sous les Yuan.
Une caractéristique de Quanzhen est l'importance du monachisme. L'école chercha à se doter de monastères indépendants recrutant sans distinction sociale et sélectionnant les candidats sur leur ardeur à l'ascèse ; ils étaient ordonnés après un noviciat de durée variable, fixé à trois ans sous les Ming. Cela contribua à crédibiliser l'école auprès des autorités en offrant une image comparable à celle du bouddhisme des meilleurs moments. Quanzhen n'innova guère en matière de liturgie, mais devint une autorité en matière de méditation. Certaines techniques, comme le niantou (念頭) question à méditer jusqu'à la réalisation, s'inspiraient du Chan. D'autres furent élaborées par l'école, comme la méditation en cellule ou la méditation en groupe.

## Essor
À la mort de Wang Chongyang, Ma Yu prit sa succession. L’école étendit ses activités au Shandong, au Hebei, au Shaanxi et au Henan, promouvant l’ascèse préconisée par son fondateur. Elle attira des adeptes, mais rencontra l’hostilité des autorités. Ma Yu finit par rentrer dans son pays d’origine, cédant la place à Tan Chuduan, Liu Changsheng et Qiu Chuji, qui se succédèrent à la tête de la branche principale de 1187 à 1227. Malgré quelques difficultés dans les années 1190 où elle fut un moment bannie, ses relations avec les pouvoirs locaux et central s’améliorèrent pendant cette période et elle prospéra. Des monastères apparurent au Shandong, centre de son domaine d’influence. Son renom réussit à attirer l'attention des empereurs Jin, qui invitèrent trois fois à la cour Wang Chuyi (1187, 1201, 1203) ; Qiu Chuji s'y rendit également en 1188. En 1197, pour renflouer les caisses, l'administration impériale mit en vente des certificats de moine et des autorisations d’ouverture de monastère. Quanzhen se porta acheteur, et le nombre de ses établissements s’accrut encore. L'école s'efforçait de créer son propre réseau d'établissements indépendants des temples privés déjà existants, avec un recrutement plus large.
En 1219, Qiu Chuji, déjà âgé, reçut une invitation de Gengis Khan, qui avait pris quatre ans auparavant Yanjing (Pékin). La lettre, datée du 15 mai 1219 a été conservée. Parti en février 1220 avec dix-huit disciples pour Yanjing, Qiu Chuji appris en arrivant que le khan était reparti en expédition en Asie Centrale. Après un an de séjour dans la ville, il se remit en route et rejoignit enfin le conquérant mongol dans le Nord de l'Afghanistan, près de l’Hindū-Kūsh. Le khan lui manifesta un grand respect, le nommant « immortel ». Il nomma Quanzhen responsable des religions pour l’ensemble de la Chine et exempta tous ses maîtres d'impôt et de corvée. Don fut fait à Qiu Chuji d'une partie des jardins impériaux de Pékin et du monastère du Faite suprême (太極觀) qui s’y trouvait.
La légende populaire, qui prétend qu’il convainquit Gengis Khan d’arrêter ses massacres et de se montrer plus clément envers les Hans, fait de Qiu Chuji un héros patriote. Son périple est relaté dans le Voyage en Occident de l’immortel Changchun . De retour à Pékin en 1224, il s’installa au monastère que l’empereur mongol lui avait offert. Celui-ci étant assez délabré, Qiu Chuji et ses disciples se mirent en campagne pour recueillir des fonds pour sa réfection. Rebâti, il devint le temple du Printemps éternel (長春宮). À sa mort, en 1227, il fut enterré juste à côté, dans le jardin. Sur sa tombe fut élevé un oratoire à sa mémoire, le Chushuntang (處順堂). Après la destruction du temple du Printemps éternel lors de la prise de pouvoir par les Ming, l’empereur Chengzu fera construire à sa place le monastère des Nuages blancs (白雲觀), qui intégrera l’oratoire rebaptisé salle du Patriarche Qiu (邱祖殿).

## Apogée
C'est dans les années 1260 que Quanzhen atteignit son apogée, mais elle resta très importante jusqu'en 1368 avec Yin Zhiping (尹志平) et Li Zhichang (李志常) à sa tête. Elle disposait au début du XIVe siècle de quelque 4000 établissements au nord du pays. En 1269 et en 1310, les Cinq Patriarches et les Sept Accomplis furent titrés par les empereurs.
Elle s’étendit quelque peu dans les provinces du Jiangsu, Jiangxi, Zhejiang, Hubei et Fujian, tout en restant essentiellement nordique. Dans le Sud prévalait le courant alchimique Jindan dont les pratiques présentaient des points communs avec celles de Quanzhen et qui revendiquait un lignage commun (Zhong Liquan et Lu Dongbin, accessoirement Liu Haichan). Il n’avait jamais bénéficié d'aucune protection officielle, et de nombreux maîtres, dont Li Daochun (李道純) et Chen Zhixu (陳致虛), décidèrent de se réclamer de Quanzhen pour bénéficier de sa puissance, donnant naissance aux termes "Quanzhen du Nord" et "Quanzhen du Sud".
L’école était alors au faîte de son importance politique. Des maîtres Quanzhen étaient chargés des affaires religieuses et même de l’Académie impériale confucéenne. Parmi les taoïstes célèbres de cette époque, il faut mentionner Wang Zhijin (王志謹), disciple de Hao Datong puis de Qiu Chuji, futur fondateur de la branche Panshan (盤山派), et Li Daochun (李道純), de l'école Zhong (中派) indépendante qui s'était jointe au mouvement.

## Déclin politique
À partir du milieu de la dynastie Yuan, la puissance de l’école commença à lui porter préjudice. L’administration impériale s’en méfiait, les protestations des autres courants contre sa position à la tête des religions se firent plus fortes, de la part du bouddhisme en particulier. Certains maîtres étaient corrompus par la prospérité et le pouvoir. Parallèlement, l’École Zhengyi Dao se réclamant des Maîtres célestes, spécialiste des talismans, rituels et exorcismes, voyait son importance croitre.
Quanzhen perdit entre 1250 et 1260 une dispute engagée avec les bouddhistes autour de La conversion des Barbares par Lao Zi. Cet ouvrage, composé au IIIe siècle par un membre de l’École des Maîtres célestes, relatait comment Laozi, après être parti vers l'Ouest, était devenu le Bouddha. Régulièrement repris par les taoïstes pour la propagande anti-bouddhiste, il avait fait l’objet d’additions continuelles et totalisait sous les Yuan dix fascicules. En 1281, Shizu, mécontent de revers militaires, mit un moment en doute l'efficacité de ses protections religieuses et ordonna l'autodafé du canon.
Le fondateur des Ming, Zhu Yuanzhang, considérait les activités de Zhengyi comme « altruistes » et l’ascèse de Quanzhen comme "égoïste". Il nomma Zhengyi à la tête des religions. Néanmoins Quanzhen survécut, se divisant en plusieurs branches dont les principales se réclamaient des sept premiers disciples. Son point fort, les techniques ascétiques, furent adoptées dans tous les centres taoïstes. Son nom fut aussi lié à celui du mont Wudang, grand centre religieux sous les Ming, par le biais de Zhang Sanfeng, que certains rattachent à Quanzhen.
Sous les Qing, l'école connut un regain de prestige public grâce à Wang Changyue, septième patriarche de la branche Longmen attribuée à Qiu Chuji. À partir de 1656, il prêcha avec succès au Temple des nuages blancs. Vers la fin de la dynastie, la diminution généralisée du soutien public au taoïsme favorisa la multiplication des petites branches, en particulier d'origine laïque, dont certaines, du courant Xiantiandao, évoluèrent en nouvelles religions.

## Branches
De très nombreuses écoles taoïstes se réclamèrent et se réclament encore de Quanzhen Dao. Les principales branches prétendent se rattacher aux héritiers de Wang Chongyang.
- Ma Danyang (Ma Yu) : Yuxian "Rencontre des immortels" 遇仙
- Tan Chuduan : Nanwu 南無
- Liu Chuxuan : Suishan "Mont Sui" 隨山
- Qiu Chuji, Longmen 龍門 ou "Portes du dragon", la plus importante
- Wang Yuyang :Yushan "Mont Yu" 崳山
- Hao Datong : Huashan "Mont Hua" 華山
- Sun Bu’er : Qingjing "Pureté et calme" 清靜

Au début du XVIIIe siècle naquit le mouvement Xiantiandao, fondé par Huang Dehui (黃德輝), qui se réclamait de Quanzhen. L'école a donc par son intermédiaire influencé la plupart des nouveaux courants religieux syncrétistes apparus en Chine et à Taïwan entre la fin du XIXe siècle et la fin du XXe siècle, dont Ikuan Tao.

## Textes et compilation du canon
Les textes émanant de Quanzhen proprement dit sont surtout de nature pédagogique, poèmes, hagiographies et commentaires, et contiennent peu de révélations ou de spéculations, à la différence des textes du courant dit "Quanzhen du Sud", dont le Wuzhenpian (悟真篇) de Zhang Boduan, en particulier, deviendra une référence pour l'ensemble du courant.
Une des importantes contributions de l’école à l’ensemble du taoïsme est la reconstitution du canon. En effet, celui des Song était incomplet depuis longtemps et celui des Jin avait brûlé en 1191 durant les troubles. En 1224, au retour de son voyage en Asie Centrale, Qiu Chuji chargea Song Defang (宋德方) du travail. L'ensemble comprenait plus de 7800 rouleaux. Publié en 1244, il fut victime d'un autodafé en 1281 sur ordre de Kubilai Khan, mais contribua néanmoins au recueil et à la transmission de l'héritage taoïste. Beaucoup de textes Quanzhen contenus dans le canon actuel n'avaient pas été retenus pour l'édition du XIIIe siècle. Les canons des Jin et des Yuan sont connus sous le nom de Xuandu "Ville du mystère" (玄都寶藏).

## Temples
Les principaux temples Quanzhen en Chine sont le Temple des nuages blancs  de Pékin, le Temple du Yang pur  au Shanxi et le Temple de Chongyang  au Shaanxi.

## Quanzhen Dao dans le folklore du kung fu
Comme toutes les écoles taoïstes d’une certaine importance, Quanzhen Dao participe de l’univers du kung fu. L’école est présente dans le folklore des arts martiaux, particulièrement à travers les très populaires romans de Jin Yong, et les films et séries télévisées qui en sont inspirés. Quanzhen Dao occupe dans ces œuvres la place peu enviable de secte inférieure cherchant toujours noise aux vrais héros ; les sept disciples et Yin Zhiping sont décrits sous un jour peu flatteur. Le romancier Ni Kuang, ami de Jin Yong, aurait résumé ainsi la situation : «À part Wang Chongyang, tous les disciples de Quanzhen sont des idiots». 
Dans l’œuvre de Jin Yong et ses adaptations, la vie du fondateur de l’école mélange détails historiques réels et romance. Présenté comme un patriote, il est traité avec plus d’égards que le reste de son école. Néanmoins, s’il est probable que Wang Chongyang a reçu un entrainement d’art martial, ce n’était pas sa spécialité, et il ne s’impliqua jamais dans la politique. Par ailleurs, en total décalage avec son idéal ascétique, Jin Yong lui prête une histoire d’amour mouvementée avec une héroïne, Lin Chaoyin.
La série de trois romans dans lequel l’école Quanzhen Dao est la plus présente a été traduite en français sous le titre La Légende du Héros chasseur d’aigles.
Il n’est pas rare que les amateurs de littérature de kung fu considèrent la version de Jinyong comme entièrement conforme à la vérité historique.